# Erythrococca tristis
Erythrococca tristis är en törelväxtart som först beskrevs av Johannes Müller Argoviensis, och fick sitt nu gällande namn av David Prain. Erythrococca tristis ingår i släktet Erythrococca och familjen törelväxter.
Artens utbredningsområde är Angola. Inga underarter finns listade i Catalogue of Life.